# Katafygio, Kozani
Katafygio (în greacă Καταφύγιο) este un sat și o comună a municipalității Servia-Velventos. Înainte de reforma administrației locale din 2011 a făcut parte din municipalitatea Velventos, a cărei unitate municipală era. În anul 2011 satul avea o populație de 28 de locuitori.

## Geografie
Katafygio este un sat de munte din prefectura Kozani. Este construit la o altitudine medie de 1.450 de metri pe versanții muntelui Pieria și este una dintre cele mai muntoase așezări umane din Grecia.

## Istoric
Potrivit lui Nikolaos Schinas, satul avea în 1886 o populație formată din 150 de familii greco-creștine. Înaintea celui de-al Doilea Război Mondial a fost o așezare independentă și era, de fapt, un sat de frunte. În octombrie 1943 a avut loc în sat primul Congres pan-macedonean al Organizației Naționale Panelene a Tineretului (EPON), deoarece multe persoane din sat au participat activ la lupta împotriva naziștilor. În iarna anului 1943, în principal pe 20 decembrie, trupele de ocupație germane au incendiat satul, iar locuitorii săi s-au refugiat după încheierea războiului la Velvento, Salonic, Kozani și Katerini.
Katafygio este locul de naștere al lui Gheorghios Zorbas, protagonistul romanului Zorba Grecul (1946) al lui Nikos Kazantzakis. Casa în care s-a născut nu mai există astăzi, iar pe ruinele sale a fost construită o casă în care funcționează Muzeul Folclorului. În acest sat s-au mai născut academicianul Ioannis Tsikopoulous,  mitropolitul Nikiforos Tzifopoulous al Chiosului și mitropolitul Ioannis Zizioulas al Pergamului.

## Personalități
- Ioannis Tsikopoulos, savant din secolul al XIX-lea